# Степановский сельсовет (Оренбургский район)
Степановский сельсовет — сельское поселение в Оренбургском районе Оренбургской области Российской Федерации.
Административный центр — хутор Степановский.

## История
24 сентября 2004 года в соответствии с законом Оренбургской области № 1472/246-III-ОЗ образовано сельское поселение Степановский сельсовет, установлены границы муниципального образования.

## Население
| 2010  | 2012  | 2013  | 2014  | 2015  | 2016  | 2017  |
| ----- | ----- | ----- | ----- | ----- | ----- | ----- |
| 1796  | ↗1940 | ↗2019 | ↗2109 | ↗2205 | ↗2252 | ↗2336 |
| 2018  | 2019  | 2020  | 2021  |       |       |       |
| ↗2350 | ↗2355 | ↘2318 | ↗2340 |       |       |       |

## Состав сельского поселения
| № | Населённый пункт          | Тип населённого пункта        | Население |
| - | ------------------------- | ----------------------------- | --------- |
| 1 | 1506 км                   | разъезд                       | 46        |
| 2 | Комсомольское Лесничество | посёлок                       | 15        |
| 3 | Степановский              | хутор, административный центр | ↗1735     |